# Jahan
Jahan (Jaḫan vagy később Bít Agúsi) az újhettita Karkemis Királyság egy tartománya, majd az arámi vándorlás után, az i. e. 9. századtól egy rövid ideig fennálló arameus királyság. Székhelye legkésőbb i. e. 805-től i. e. 740-ig Arpad városa, ezért Arpad Királyság néven is ismert. Első önálló királya Agusu, ezért később Bít Agúsi (Agusu Háza) lett a neve. Hatalma eleinte csak Arne közvetlen környékére terjedt ki – gyakorlatilag városkirályság volt –, de hamarosan elszakították Karkemistől a fontos Halab és Nampigi területét.
Önállósodása jórészt Karkemis asszír fenyegetettsége miatt volt lehetséges, i. e. 870 körül egy asszír inváziós kísérlet alkalmával szakadt el, II. Assur-nászir-apli idején. III. Sulmánu-asarídu évkönyvei Jahan megszállásáról, vagy legalábbis vazallussá tételéről beszélnek. A térség viszonyairól elsősorban az asszír források adnak felvilágosítást, ám ezek – főleg a királyi évkönyvek – nyilván asszír nézőpontúak, nem semlegesek és csak az asszír szempontból érdekes dolgokat emlegetik. II. Assur-nászir-apli az i. e. 870-es, Karkemis és Unqi elleni felvonulása során átvonult egy (Y)aḫan nevű tartomány északi részén, később – még ugyanabban a hadjáratban – elismerte a „jahanita” Guszit, „Bít (A)Guszi” alapítóját. Ez az esemény tekinthető a jahani arámi királyság, Guszi Háza létrejöttének. I. e. 849-ben, 848-ban és 834-ben Jahan egyedül harcolt Asszíriával, elvesztette fővárosát, Arnét is, valamint Apparazut és Murut. Később is állandó élet-halál harcot folytatott, az asszírellenes dél-szíriai koalíció legészakibb tagja legkésőbb I. Atarsumki uralkodásától. III. Adad-nirári az i. e. 805-ös és i. e. 796-os hadjárata során kilenc térségbeli király szövetkezett Asszíria ellen – köztük II. Zakir Hamátból, Jaririsz Karkemisből, Bar-Hadad Damaszkuszból és I. Panamuva Szamalból –, és sikerrel verték vissza Adad-nirári hadait. Ebben szerepet játszott, hogy Asszíria északi határán új nagyhatalom, Urartu fenyegetett Menua trónra lépésétől kezdve. V. Assur-nirári idején Melid, Kumaha és Gurgum támogatásával helyezkedett szembe Asszíriával, de végül III. Tukulti-apil-ésarra i. e. 743-ban véglegesen felszámolta Jahant, miután II. Szarduri seregeire hatalmas vereséget mért. Az asszír krónika szerint Tukulti-apil-ésarra ezután megostromolta és elfoglalta Arpadot.
Uralkodói:
- Agusu (Guszi, Guszu), i. e. 870–858 előtt;
- (Adanu i. e. 858-ig?)
- Arame (Aramu, Adramu, Hadram), ur. i. e. 858 előttől i. e. 834–805 közöttig, Agusu fia;
- I. Atarsumki (Atarsamek, Bargus), i. e. 805 előttől i. e. 796 utánig, Arame fia;
- Bar-Hadad, i. e. 790 körül, I. Atarsumki fia;
- II. Atarsumki, i. e. 760-ig, Bar-Hadad fia;
- Matiél (Matu-ilu, asszír lMa-ti-[…], arámi Mt' l), i. e. 760–743 körül, II. Atarsumki fia.